# ハンス・クレブス
ハンス・アドルフ・クレーブス（Hans Adolf Krebs, 1900年8月25日 - 1981年11月22日）は、ドイツ・ヒルデスハイム出身のユダヤ人で生化学者・医師。一般には英語読みのハンス・クレブスとして知られる。1953年にノーベル生理学・医学賞を受賞した。

## 生涯
ゲッティンゲン大学、フライブルク大学ほかで医学を学び、ハンブルク大学で博士号を取得。ベルリンで1年間化学を学んだ後、1930年までカイザー・ヴィルヘルム研究所で生物学のオットー・ワールブルクの助手を務める。その後フライブルク大学で臨床に戻る。
1933年、ナチスがユダヤ人の医師活動を禁じたため、イギリスに移り、ケンブリッジ大学で生化学を学んだ後、1945年にはシェフィールド大学の教授となる。1947年王立協会フェロー選出。1981年、オックスフォードにて没した。
1932年、尿素回路を発見。1937年にクエン酸回路を発見した。息子のジョン・クレブスは動物行動学者。

## 受賞歴
- 1953年  アルバート・ラスカー基礎医学研究賞
- 1953年 ノーベル生理学・医学賞
- 1954年 ロイヤル・メダル
- 1961年 コプリ・メダル
- 1963年 クルーニアン・メダル
- 1969年 オットー・ワールブルク・メダル